# MotoStudent
MotoStudent es una competición bienal entre estudiantes de universidades de todo el mundo, donde los estudiantes participantes deben diseñar, fabricar y desarrollar bajo una normativa dada un prototipo de motocicleta de competición a lo largo de un año y medio.
Finalmente, dichos prototipos compiten en un evento en el circuito MotorLand Aragón de Alcañiz, en Aragón, España, existiendo dos categorías: de gasolina y eléctricas.
Desde el inicio de la competición, universidades de 20 países diferentes han participado en al menos una de las ediciones celebradas hasta la fecha.

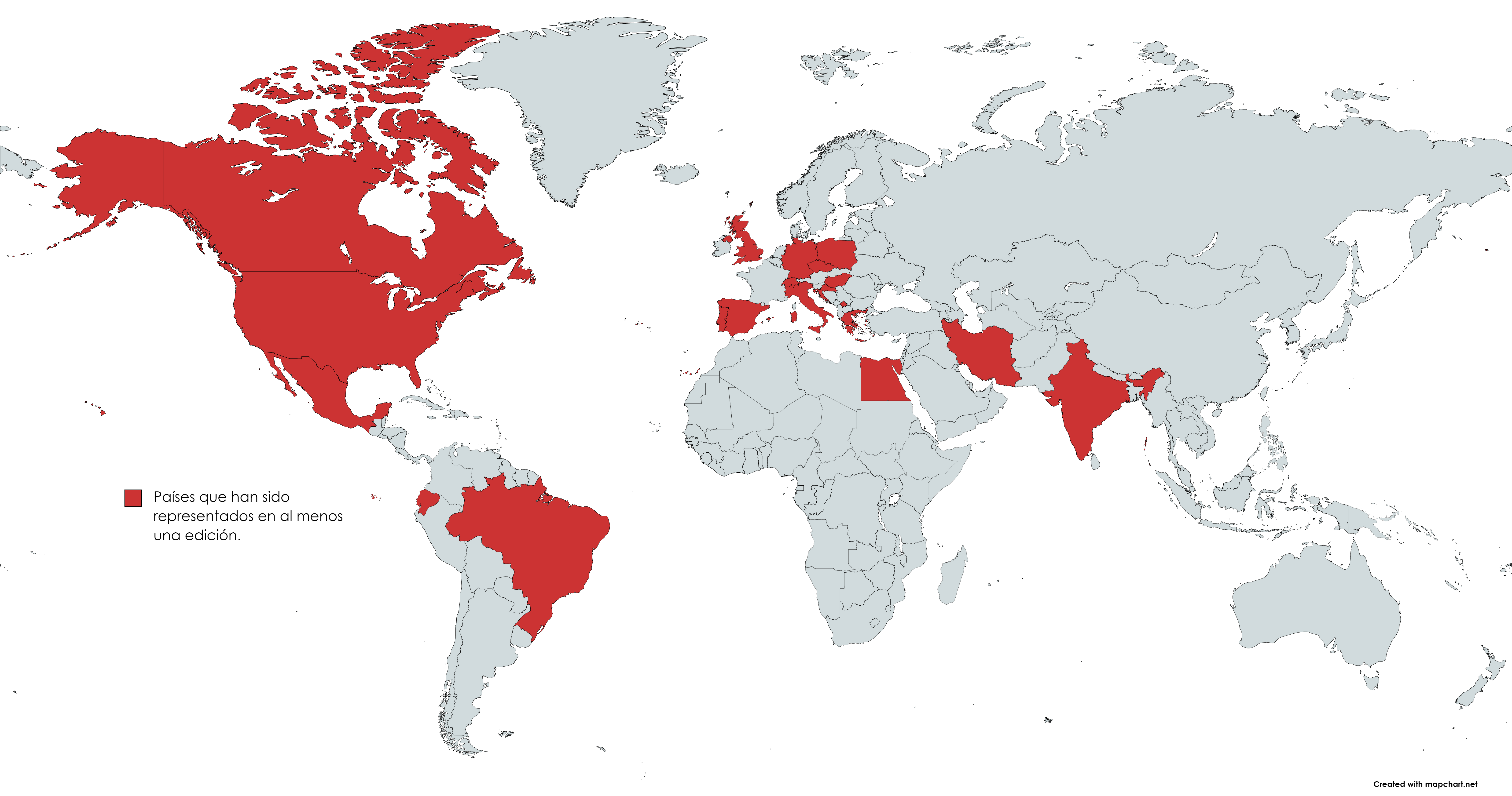
Países que cuentan con alguna Universidad que participa o ha participado en al menos una edición de la competición.

## Historia
Esta competición nace en Aragón, España, en el año 2009, convirtiéndose en una alternativa a la Fórmula Student. En ella, los estudiantes deben, por un lado, presentar un proyecto viable para la fabricación en serie de una motocicleta que ellos mismos diseñen (denominando esta parte de la competición como MS1), y por otro, fabricar la motocicleta diseñada, para posteriormente evaluar su rendimiento en un evento final frente al resto de participantes (recibiendo esta parte el nombre de MS2).
En un inicio, la única categoría existente fue la de prototipos con motor de gasolina, por aquel entonces de 2 tiempos y 125 cc, de la marca Gas Gas. Esta primera edición, en la que participaron 23 equipos, en su mayoría españoles e italianos, culminó en otoño de 2010, con un evento final en el trazado de MotorLand Aragón, donde desde entonces se celebra el evento final de la competición en cada edición.
La segunda edición tuvo lugar entre los años 2011 y 2012, con una menor acogida, pues se redujo el número de equipos inscritos a 18. En esta nueva edición se adaptó el reglamento para asemejarse al de la recién creada categoría de moto3, sustituyendo la unidad de potencia utilizada en la edición anterior por una de 4 tiempos y 250 cc, en esta ocasión, de la casa Yamaha.
En la tercera edición, celebrada entre 2013 y 2014, aumenta el número de equipos participantes a 33, consolidándose este certamen a nivel internacional. Sherco fue la marca de los motores suministrados a los participantes en esta ocasión.
En la cuarta edición, ocurrida entre 2015 y 2016, se incluye por primera vez una categoría para prototipos 100 % eléctricos. En esta ocasión son 35 los equipos inscritos en la categoría "Petrol" (prototipos de gasolina), propulsados por un motor Honda, mientras que 17 nuevos equipos deciden aventurarse en la recién creada categoría "Electric".
La quinta edición, llevada a cabo entre los años 2017 y 2018, supone la continuidad de la competición en ambas categorías, pues cuenta con una alta aceptación al aumentar a 47 equipos inscritos en la categoría "Petrol" y a 27 en la categoría "Electric". La marca que suministra los motores de gasolina en esta ocasión fue KTM.
La sexta edición debería haberse celebrado entre los años 2019 y 2020, pero debido a la situación excepcional derivada de la pandemia por COVID-19, tuvieron lugar diversos aplazamientos que alargaron la duración hasta 2021, realizándose definitivamente la competición en julio de ese año. 88 fueron los equipos inscritos entre las dos categorías, siendo el máximo histórico de participación. Hasta la fecha ha sido la única edición en la que se ha repetido modelo de motor en la categoría "Petrol", siendo nuevamente suministrado por KTM.
La séptima edición se desarrollará durante los años 2022 y 2023. Nuevamente se utilizarán motores KTM, más concretamente el modelo SX-F 2023 proveniente de la Northern Talent Cup, para la categoría de gasolina, para los 32 equipos de la categoría de Petrol frente a los 48 equipos de la categoría Electric.
La octava edición, se desarrollará durante los años 2024 y 2025, se incluye por primera vez la categoría “eFuel” que sustituirá a la antigua categoría “Petrol”, empleando un combustible 100% renovable convirtiéndola en la primera y única competición 100% sostenible a nivel mundial en todas sus categorías.

## Sistema de puntuación
El formato de la competición se divide en las categorías independientes petrol para motocicletas de gasolina de 250cc, y electric para motocicletas eléctricas, que a su vez se subdividen en la fase MS1, que evalúa el proyecto elaborado por cada equipo en el que se detallan aspectos como el diseño y la fabricación de los prototipos, así como un plan de negocio para poner la moto en el mercado, y por otra parte la fase MS2, que valora las prestaciones del prototipo al ser sometido a diversas pruebas en el circuito de MotorLand Aragón.
En ambas fases se otorgan puntos hasta obtener un máximo de 1.000 puntos posibles, correspondiendo 500 puntos a la fase MS1, y otros 500 a la fase MS2. Las pruebas a evaluar han sufrido modificaciones a lo largo de las ediciones, siendo el sistema de puntuación actual el que se detalla a continuación:

### Fase MS1
Desarrollo de concepto: en esta entrega se detallan los requisitos con los que debe diseñarse el prototipo, así como los recursos de los que se cuenta para llevar a cabo la fabricación. 50 puntos.
Diseño de producto: a partir de lo planteado en la anterior entrega, se debe trabajar en el diseño concreto de cada parte del prototipo, así como en su ensamblaje, incluyendo cálculos, planos y cualquier otra documentación relevante para realizar la fabricación. 90 puntos.
Prototipado y testeo: en este punto se deben incluir las pruebas que se han realizado al prototipo una vez fabricado, de modo que se pueda valorar la precisión de lo calculado y diseñado en las fases previas, e introducir modificaciones si fuese necesario. 60 puntos.
Innovación: cada equipo debe incluir en su prototipo una innovación desarrollada por ellos mismos, justificando la conveniencia de la misma. 100 puntos.
Plan de negocio: en este apartado debe desarrollarse una estrategia económicamente viable para llevar a cabo el proyecto de participar en la competición. 100 puntos.
Defensa ante jurado: tras haber presentado toda la documentación anterior, los equipos deben presentar y defender su proyecto ante un jurado. 100 puntos.

### Fase MS2

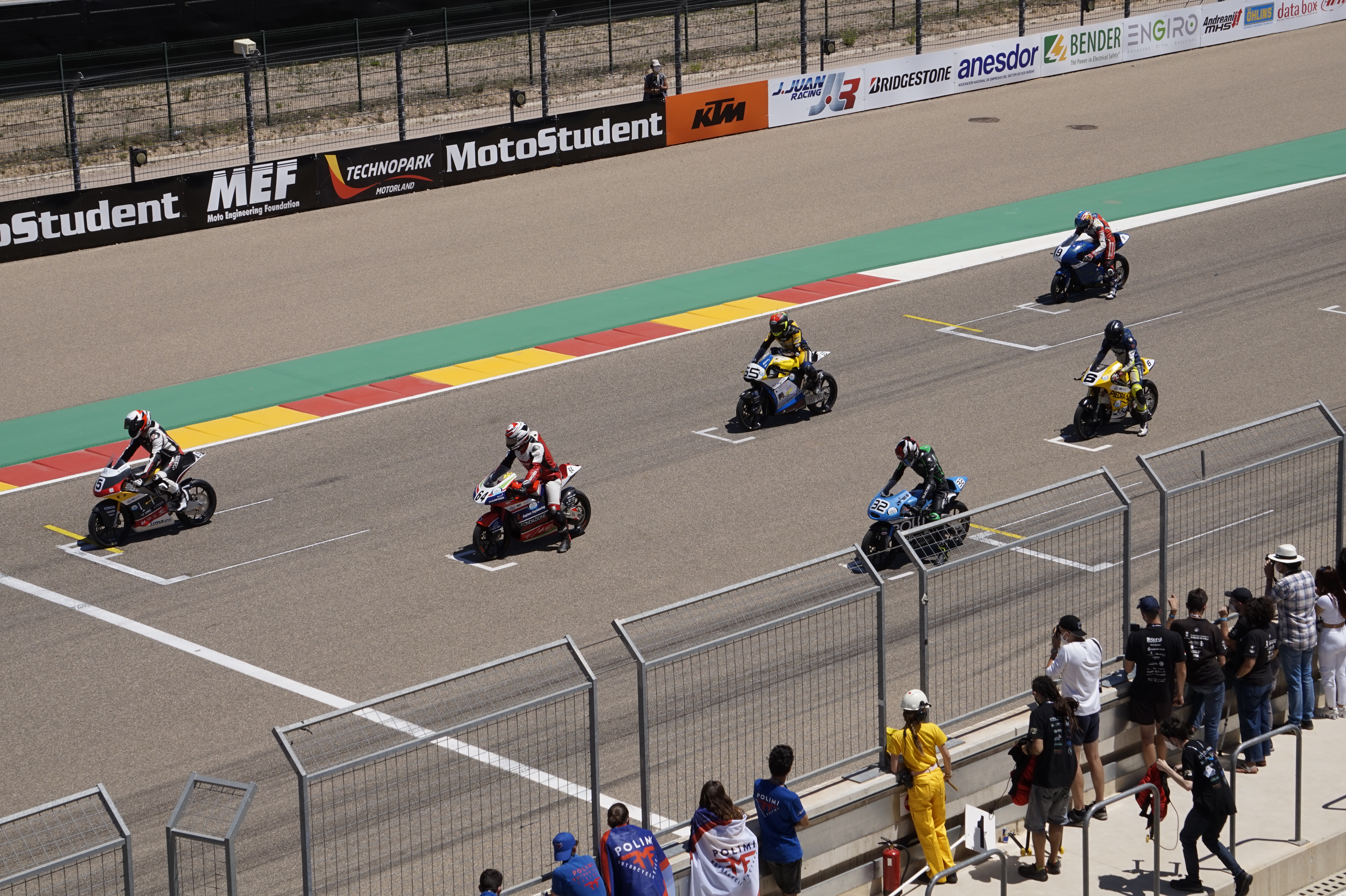
Primeros puestos de la parrilla de salida para la carrera de "electric" de la Edición VI.

Prueba de frenado: se mide la distancia que tarda en frenar el prototipo partiendo de una velocidad de 80 km/h. 80 puntos.
Yincana: se mide el tiempo que tarda en recorrer el prototipo un pequeño circuito de habilidad, en el que se deben sortear una serie de curvas y conos. 60 puntos.
Aceleración: se mide el tiempo que tarda el prototipo en recorrer 150 metros partiendo desde parado. 80 puntos.
Velocidad máxima: durante la primera sesión de entrenamientos libres, se coloca un radar al final de la recta larga del circuito, de modo que se mide la velocidad máxima de cada prototipo. 30 puntos.
Regularidad: durante la segunda sesión de entrenamientos libres se hace la media de tiempos de vuelta, de modo que se premia la uniformidad de los mismos. 30 puntos.
Posición de parrilla: se reparten puntos según la posición obtenida en la sesión de clasificación. 40 puntos.
Mejor vuelta en carrera: se toma la vuelta más rápida dada durante la carrera. 30 puntos.
Carrera: es la última prueba y la que más puntos reparte. Consiste en dar 9 o 6 vueltas (para petrol y electric respectivamente) al trazado internacional de motos de Motorland Aragón, en formato de carrera, compitiendo junto al resto de participantes. 150 puntos.

## Palmarés
Los premios que se reparten en la competición son al mejor proyecto (MS1), al mejor diseño, a la mejor innovación, al mejor equipo sumando los puntos de MS1 más los de MS2 (global), al mejor novato, así como a los tres primeros clasificados en la fase MS2, al ser esta la de mayor relevancia al reflejar el comportamiento de los prototipos en competición.
| Edición | Años      | Categoría | MS1 (Proyecto)                                                             | Diseño                                                      | Innovación                                                                 | Global                                            | Novato                                                 |
| Edición | Años      | Categoría | Equipo (Universidad)                                                       | Equipo (Universidad)                                        | Equipo (Universidad)                                                       | Equipo (Universidad)                              | Equipo (Universidad)                                   |
| ------- | --------- | --------- | -------------------------------------------------------------------------- | ----------------------------------------------------------- | -------------------------------------------------------------------------- | ------------------------------------------------- | ------------------------------------------------------ |
| I       | 2009/2010 | Petrol    | ETSIIT-UPNa Racing Universidad Pública de Navarra                          | UMA Racing Universidad de Málaga                            | Moto Maq-Lab-Uc3m Universidad Carlos III de Madrid                         | –                                                 | –                                                      |
| II      | 2011/2012 | Petrol    | 2WHEELSPOLITO Politécnico de Turín                                         | MS2 Uniovi Universidad de Oviedo                            | UPM Motostudent Universidad Politécnica de Madrid                          | –                                                 | –                                                      |
| III     | 2013/2014 | Petrol    | 2WHEELSPOLITO Politécnico de Turín                                         | ETSEIB Racing Universidad Politécnica de Cataluña           | EUPT Bikes Universidad de Zaragoza                                         | –                                                 | –                                                      |
| IV      | 2015/2016 | Petrol    | ETSEIB Racing Universidad Politécnica de Cataluña                          | MOTO-MAQLAB-UC3M Universidad Carlos III de Madrid           | Proyecto Guepardo Universidad Miguel Hernández de Elche                    | ETSEIB Racing Universidad Politécnica de Cataluña | –                                                      |
| IV      | 2015/2016 | Electric  | EPSUJA TEAM Universidad de Jaén                                            | EUPT BIKES Universidad de Zaragoza                          | UNIRIOJA Universidad de La Rioja                                           | EUPT BIKES Universidad de Zaragoza                | –                                                      |
| V       | 2017/2018 | Petrol    | Quartodilitro Unipd Universidad de Padua                                   | Typhoon MotoRacing UOWM Universidad de Macedonia Occidental | Typhoon MotoRacing UOWM Universidad de Macedonia Occidental                | Polimi Motorcycle Factory Politécnico de Milán    | Sapienza Gladiators RT Universidad de Roma La Sapienza |
| V       | 2017/2018 | Electric  | e-Ride ETSEIB Universidad Politécnica de Cataluña                          | UPM MotoStudent Electric Universidad Politécnica de Madrid  | eLaketric - UAS Constance Universidad de Constanza                         | UMA RACING TEAM Universidad de Málaga             | UniBo Motorsport Universidad de Bolonia                |
| VI      | 2019/2021 | Petrol    | 2WHEELSPOLITO Politécnico de Turín                                         | 2WHEELSPOLITO Politécnico de Turín                          | Panther Racing Auth Universidad de Tesalónica                              | 2WHEELSPOLITO Politécnico de Turín                | Stretto In Carena UNIME Universidad de Mesina          |
| VI      | 2019/2021 | Electric  | Polimi Motorcycle Factory Politécnico de Milán                             | UniBo Motorsport Universidad de Bolonia                     | IMPULSE UNIMORE Universidad de Módena                                      | UniBo Motorsport Universidad de Bolonia           | LEM Wroclaw Universidad de Breslavia                   |
| VII     | 2022/2023 | Petrol    | THM MotorSport Friedberg Universidad de Ciencias Aplicadas de Mittelhessen | 2WHEELSPOLITO Politécnico de Turín                          | THM MotorSport Friedberg Universidad de Ciencias Aplicadas de Mittelhessen | 2WHEELSPOLITO Politécnico de Turín                | Montan Factory Racing University of Leoben             |
| VII     | 2022/2023 | Electric  | UniBo Motorsport Universidad de Bolonia                                    | UniBo Motorsport Universidad de Bolonia                     | UniBo Motorsport Universidad de Bolonia                                    | UniBo Motorsport Universidad de Bolonia           | Quartodilitro Unipd Universidad de Padua               |

### Podios en la categoría MS2 "Petrol"
| Edición | Ganador                   | Universidad                           | Segundo            | Universidad                         | Tercero               | Universidad             |
| ------- | ------------------------- | ------------------------------------- | ------------------ | ----------------------------------- | --------------------- | ----------------------- |
| I       | Alcañiz-Unizar            | Universidad de Zaragoza               | MotoUPCT           | Universidad de Cartagena            | MotostudentZGZ-Unizar | Universidad de Zaragoza |
| II      | ETSEIB Racing             | Universidad Politécnica de Cataluña   | EPSUJA Team        | Universidad de Jaén                 | 2WHEELSPOLITO         | Politécnico de Turín    |
| III     | UMH Moto-Experience       | Universidad Miguel Hernández de Elche | UCO Racing         | Universidad de Córdoba              | Moto UBU              | Universidad de Burgos   |
| IV      | 2WHEELSPOLITO             | Politécnico de Turín                  | ETSEIB Racing      | Universidad Politécnica de Cataluña | QuartoDiLitro UniPd   | Universidad de Padua    |
| V       | Polimi Motorcycle Factory | Politécnico de Milán                  | FLORIDA MOTO TEAM  | Florida Universitaria               | Team Motoetsiuhu      | Universidad de Huelva   |
| VI      | 2WHEELSPOLITO             | Politécnico de Turín                  | Motostudent Unizar | Universidad de Zaragoza             | QuartoDiLitro UniPd   | Universidad de Padua    |
| VII     | 2WHEELSPOLITO             | Politécnico de Turín                  | Florida MotoTeam   | Florida Universitària               | Montan Factory Racing | University of Leoben    |